# Likouala-aux-Herbes
Der Likouala-aux-Herbes (auch: Likuala-Essubi oder deutsch: Grüner Likuala) ist ein Fluss in der Republik Kongo.

## Verlauf
Er entspringt etwa 70 km südlich der Grenze zur Zentralafrikanischen Republik im Departement Likouala auf etwa 400 Metern Höhe. Er hat nur ein geringes Gefälle, und mäandriert daher sehr stark. Der Fluss fließt überwiegend in südlicher Richtung, bis er nach etwa 400 km Luftlinie in den Sangha mündet.
Der Likouala-aux-Herbes ist vom Likouala-Mossaka zu unterscheiden, der sich etwa 50 km nach der Mündung des Likouala-aux-Herbes mit dem Sangha die Mündung teilt.

## Hydrometrie
Durchschnittliche monatliche Durchströmung des Likouala gemessen an der hydrologischen Station in Botoual, etwa 50 km oberhalb der Mündung in m³/s (1953–1993).

## Schutzgebiete
Direkt am Fluss befindet sich das 4400 km² große Réserve Communautaire du Lac Télé/Likouala-aux-Herbes Ramsar-Schutzgebiet mit dem Tele-See in seinem Zentrum.

## Namensgebung
Der Likouala-aux-Herbes (deutsch etwa: Likouala mit Kräutern) wurde auch als Likuala-Essubi (deutsch: Grüner Likuala) bezeichnet, da sein gesamtes Ufer mit Schilf bewachsen ist und schwimmende Inseln aus Schilfgras die Schifffahrt behindern.

## Geschichtliches
Ende des 19. Jahrhunderts lag der Flusslauf zunächst in Französisch-Äquatorialafrika. Mit dem Marokko-Kongo-Vertrag von 1911 wurde der Likouala-aux-Herbes zu einem Teil zum Grenzfluss zu Neukamerun, das vertragsgemäß an das deutsche Reich abgetreten wurde. Der Friedensvertrag von Versailles stellte 1919 den alten Zustand wieder her.

## Trivia
Der Mokele-Mbembe, ein mythisches Wesen, soll in den Urwäldern um den See und den Fluss leben.